# Pachycondyla rotundiceps
Pachycondyla rotundiceps is een mierensoort uit de onderfamilie van de Ponerinae. De wetenschappelijke naam van de soort is voor het eerst geldig gepubliceerd in 1914 door Emery.